# Титул перемоги

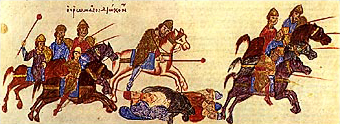
Битва Великого князя Київського Святослава Хороброго при Аркадіополі

Титул перемоги або Титул на честь перемоги (анг. Victory title) — це почесний титул, гоноратив, що його надавали успішному полководцю або командувачу армією на честь його перемоги над ворожою армією. Ця практика була вперше застосована у Стародавньому Римі і досі найчастіше асоціюється з титулами перемоги в Римі.
Після розпаду Римської імперії ця практика була прийнята в багатьох країнах Європи, в тому числі у Французькій, Британській та Російській імперіях.
Титули перемоги використовувались разом з ім'ям (прізвищем) та основним титулом його власника. В деяких випадках титули перемоги могли успадковуватись нащадками їх володаря. Назви титулів перемоги походили від назви народу або держави, над якими полководець отримав перемогу. В пізнішій практиці титули перемоги надавались за назвою місцевості, на полі битви якої було отримано перемогу.

## Стародавній Рим
Практика присвоєння спеціальних титулів перемоги була встановлена ще в Римській республіці. Найвідомішим володарем титулу перемоги часів Республіки був Публій Корнелій Сципіон, який за свої великі перемоги у Другій Пунічній війні, а саме за битву при Замі був удостоєний Римським сенатом титулом «Africanus» (переможець Африки), та відомий в історії як «Сципіон Африканський». Його усиновлений онук Публій Сципіон Молодший був удостоєний такого ж титулу після Третьої Пунічної війни і відомий як «Сципіон Африканський Молодший».
Практика надавати титули перемоги видатним полководцям продовжилась у Римській імперії. Хоча поступово титули перемоги стали присуджувати не тим командувачам армії, які здобували перемогу на полі бою, а Римським імператорам, які правили в той час, і які хотіли підкреслити значущість свого правління переліком отриманих за їх керівництва імперією перемог. Ця практика почалась з часів правління імператора Калігули.
Титули перемоги в Римі походили від назви народу або країни, яку перемагали полководці в битві або військовому поході. Деякі титули перемоги стали спадковим когноменом, а інші залишались особистим агноменом і не переходили нащадкам.
Поширеними є наступні титули перемоги: Africanus («африканський»), Numidicus («нумідійський»), Isauricus («ісаврійський»), Creticus («критський»), Germanicus («німецький») та Parthicus («парфійський»), Persicus («перський»), тощо. Ці титули мали засвідчити тріумфальне підкорення цих народів чи їх територій, або вшановувати успішний військовий похід, і не були показниками походження їх власників.
Також відомі титули, які присвоювались за перемоги над народами, що мешкали в той час на Балканах, Придунав'ї, Карпатському регіоні та північному Причорномор'ї (сучасна територія України): Gothicus («переможець готів»), Dacicus («переможець Дакії»), Sarmaticus («переможець сарматів»), Carpicus («переможець карпів»), Anticus («переможець антів»), тощо.
Пізніше, якщо досягнута перемога була вирішальною в поточній війні, то додавався також почесний титул «Maximus» (Великий). Наприклад Великий переможець карпів, Великий переможець сарматів, і т. ін. З часом додаток Великий стали додавати до титулу перемоги незалежно від того, наскільки насправді значущою була та чи інша перемога.
Так само давалися титули, що характеризували самого полководця або імператора: «Pius» (Благословенний), «Felix» (Щасливий).
У більш широкому розумінні титули перемоги використовувались для підкреслення володінь Імператора, що відповідало грецькому еквіваленту «Autokrator». Вони також були найвищим військовим рангом, яким удостоювався правитель імперії.

## Середні віки
Після розпаду Римської імперії практика надання спеціальних титулів перемоги продовжувалась, у трохи видозміненій формі, в Священній Римській імперії та Східній Римській імперії.
Пізніше ця практика поширилась на інші країни Європи. Князів, королів та імператорів називали або на честь перемоги над якоюсь країною чи народом, або на честь їх досягнень у розбудові держави чи військових походів: «Великий», «Хоробрий», тощо.
Найбільш відомі приклади титулування правителів в Середні Віки:
- Імператор Заходу Карл І мав титул Великий та прийняв титул Dominator Saxonorum («Правитель саксів») після того, як силою підкорив цей народ.
- Великого князя Київського Святослава (938—972) називали Хоробрим та Завойовником за його перемоги над хозарами, болгарами та Візантією.
- Імператора Східної Римської імперії Василя II (958—1025) називали Болгаробійцем.
- Великих князів Київських Володимира Святославича, Мстислава Володимировича, Романа Мстиславича називали Великими.
- Імператор Східної Римської імперії Мануїл I Комненос (1143—1180 рр.) 1166 року, почав титулувати себе Переможцем Ісаврії, Кілікії, Вірменії, Далмації, Угрів, Боснії, Хорватії, Лазії, Іберії, Болгарії, Сербії, Зіхії, Азарії, Ґотів.
- Короля Англії Річарда I (1157—1199) називали «Левине Серце».
- Короля Англії Едуарда I (1272—1307) називали «молот шотландців».
- Короля Португалії Афонсо IV (1325—1357) — «Хоробрий» за перемогу в битві при Ріо-Саладо.
- Правителя Епіру Тому Прелюбовича (1366—1384) — «вбивця албанців».

## Нові часи
В Нові часи традиція надавати титули перемоги продовжилась. Проте їх вже надавали не монархам, а безпосередньо тим полководцям, що одержували перемоги. Крім того змінилися форма та вид самих титулів. Якщо раніше це були або загальні титули, або титули, що походили від назви народу (країни), то тепер титул носив назву тієї місцевості, де відбулась перемога.
Таким чином, нова форма титулів перемоги була більш спеціалізованою, ніж римська практика. Замість того, щоб називати ворога — який міг знову повстати, перемоги у відповідь, або навіть стати союзником — нові титули перемоги пов'язувались з назвою битви, яка була унікальною. В подальшому були випадки, коли титул називали не за місцем безпосередньої битви, а за назвою місцевості поблизу. Наприклад «Austerlitz», який Наполеон використав, адже він звучить краще, ніж та місцевість, де відбулась сама битва.
Монархи в епоху Нового часу присвоювали титули в знак вшанування великих військових перемог відповідним полководцям, але ці титули все одно були стандартними шляхетними титулами, які існували в тій чи іншій державі, й лише мали спеціальну назву. Вони часто були спадковими, але мали єдину відмінність від звичайних шляхетних титулів: справжній феод (земельне володіння) не надавався, адже вони часто іменувались тією місцевістю, де монарх просто не мав повноважень надавати угіддя, бо це була територія іншої держави.
Особливої популярності надання спеціальних титулів перемоги набуло в Британській, Французькій імперіях, а пізніше і в Російській імперії.
Багато переможних титулів було створено в Англії та Великій Британії. Приклади:
- Годерт де Гінкелл, переможець в битві при Аугримі, отримав в 1692 році титул барон Аугрім.
- Адмірал Едвард Рассел, 1-й граф Орфордський, переможець битви за Барфлер, отримав в 1697 році титул віконт Барфлер.
- Джеймс Стенхоп, який захопив Порт Махон під час війни за іспанську спадщину, у 1717 році отримав титул віконт Махон.
- Сер Джордж Август Еліотт, переможець Великої облоги Гібралтару, в 1787 році отримав титул барон Гібралтару.
- Адмірал Адам Данкан, переможець битви при Кампердауні, в 1797 році отримав титул віконт Кампердауну. Його син згодом мав титул графа Кампердауну.
- Адмірал Джон Джервіс, переможець битви на мисі Сент-Вінсент, отримав титул графа Сент-Вінсента в 1797 році, а далі був створений титул віконта Сент-Вінсент в 1801 році.
- Генерал-лейтенант сер Артур Велслі, (пізніше 1-й герцог Веллінгтон), переможець битви при Доуро, в 1809 р. отримав барона Доуро як переможний титул, наданий йому з цієї нагоди. Пізніше він, у 1814 році, отримав титул маркіз Доуро.
- Генерал сер Роберт Неп'єр, командував Абіссінською експедицією 1868 р., після захоплення фортеці Магдала, отримав титул барона Магдали в 1868 році.

В Іспанії Мануель Годой був удостоєний титулу принц миру (Príncipe de la Paz) в 1795 році після укладання Базельського миру. Також Іспанська корона нагородила титулом перемоги — князь Сіюдад-Родріго англійського віконта Веллінгтона (пізніше герцог Веллінгтон) за його перемогу над французами. Хосе Малькампо 1871 р., за часів короля Амадео I, отримав титули графа Джоло та віконта Мінданао після взяття міста Джоло в султанаті Сулу під час його генерал-губернаторства (1874—1877) на Філіппінах.
В королівстві Португалія 18 грудня 1812 р. було створено титул князь перемоги (Duque da Vitória), а також титули маркіз де Торрес Ведрас та граф де Вімейро також були надані герцогу Веллінгтону.
Неаполітанське королівство присвоїло титул графа ді Майда британському генералу Джону Стюарту, вшановуючи перемогу в битві за Майду 1806 року.
Нідерландський королівський будинок Оранж (Королівство Нідерландів), нагородив у 1815 році герцога Веллінгтона титулом принца Ватерлоо.
В Австрійській імперії традиційно титули шляхти були пов'язані з назвами територій, так званими предикатами. Зазвичай назви титулів походили він назви маєтків (феодів) відповідної родини, але іноді Габсбурги також присвоювали й переможні титули.
В Королівстві Угорщина діяла та сама система, що й в Австрії.
Наприклад генерал Пауль Тополя (1705—1804), отримав титул барон Крайова в 1790 р., після взяття міста Крайова під час австро-турецької війни (1787—1791) рр.
Особливо ця практика набула поширення під час Першої світової війни (1914—1918).
- Генерал-полковник Стефан Саркотич, отримав титул Угорський барон та барона Саркотич на початку 1917 року.
- Генерал-полковник Віктор Данкль, який у 1914 р. переміг російську армію в битві під Красником, 1918 р. отримав титул граф фон Краснік.
- Генерал-полковник Йозеф Рот, який відіграв вирішальну роль у битві при Лимановій, коли австро-угорська армія відбила російський прорив, у 1918 році був нагороджений титулом барон фон Лиманова-Лапанов.

Після 1918 р., регент королівства Угорщини Міклош Горті не мав права надавати шляхетські титули, але присвоював Орден Витязя (Order of Vitéz), який прирівнювався до шляхетського титулу й міг бути відзнакою за військові перемоги.
У Франції, під час Першої французької імперії Наполеон Бонапарт, щедро нагороджував своїх полководців титулами перемоги (titre de victoire), вшановуючи конкретну перемогу (або посмертно їх вдовам і нащадкам).
Найвищими з цих титулів були чотири номінальні князівства:
- Маршал Даву, князь (принц) Екмюльський — 1809 р.
- Маршал Массена, князь (принц) Еслінга- 1810 р.
- Маршал Ней, князь (принц) Московії — 1813 р.
- Маршал Бертьє, князь (принц) де Ваграм — 1809.

Наступними за рангом вийшло десять інших князівських титулів, в тому числі князь Гданська, князь Монтебело, князь Рагузи та інші.
Практика присвоювати титули перемоги продовжилась і за часів Липневої монархії та Другої французької імперії.
У Російській імперії більшість титулів перемоги виникли в період між правлінням Катерини II (1762) та смертю Миколи I (1855). Хоча вже в 1707 року, після того, як Олександр Меншиков під час Північної війни окупував шведську Інгрію (Іжору), Петро I призначив його князем Іжорським. Слід відмітити, що титули перемоги Новгородського князя Олександра Ярославича, якого називають Невським та Московського князя Дмитра, якого називають Донським за перемогу над ханом Мамаєм у Куликовській битві, були «присвоєні» їм літописцями в XVI ст., за часів правління князя Івана Грозного. До того часу ці «титули перемоги» не були відомі.
Титули перемоги в Російській імперії, що офіційно присвоювались монархом:
- 1770 р. — Чесменський для графа Олексія Орлова за перемогу в морській битві при Чесмі.
- 1775 р. — Задунайський для графа Петра Румянцева за його переправу через Дунай під час російсько-турецької війни 1768—1774 рр.
- 1775 р. — Кримський для князя Василя Долгорукова за його перемоги в Криму під час російсько-турецької війни 1768—1774 рр.
- 1783 р. — Великий князь Тавричеський для Григорія Потьомкіна за анексію Криму та Півдня України.
- 1789 р. — Римникський для Олександра Суворова за перемогу в битві під Римником у російсько-турецькій війні 1787—1792 рр.
- 1799 р. — князь Італійський для О. Суворова, за Італійську кампанію 1799 року.
- 1813 р. — Великий князь Смоленський для Михайла Кутузова битву під Смоленськом 1812 р.
- 1827 р. — Граф Еріванський для Івана Паскевича за його захоплення Єревану, Вірменія під час російсько-перської війни 1826—1828 рр.
- 1829 р. — Забалканський для графа Івана Дибича за те, що він перейшов Балканські гори під час російсько-турецької війни 1828—1829 рр.
- 1831 р. — Великий князь Варшавський для І. Паскевича за те, що він взяв Варшаву під час Листопадового повстання в Польщі 1830—1831 рр.
- 1855 р. — Карський для графа Миколи Муравйова (1794—1866) за його захоплення Карсом після облоги Карсу.

Крім того, подібні титули перемоги присвоювались й за невійськові заслуги перед імперією. Наприклад у 1858 р. титул Амурський було присвоєно Миколі Муравйову (1809—1881), який домовлявся про новий кордон між Росією та Китаєм вздовж річки Амур відповідно до Айгунської мирної угоди.
Генерал Петро Врангель присвоїв останній титул перемоги в Російській імперії (неофіційний), в серпні 1920 р. надавши білому генерал-лейтенантам Якову Слащову титул «Кримський»" за захист Криму в 1919—1920 роках.